# Short Dog's in the House
Albums de Too $hort
Life Is...Too $hort
(1989) Shorty the Pimp
(1992)
Singles
1. Short But Funky
Sortie : 1990
2. The Ghetto
Sortie : 8 octobre 1990

Short Dog's in the House est le troisième album studio de Too $hort, sorti le 27 août 1990.
L'album s'est classé 3e au Top R&B/Hip-Hop Albums et 20e au Billboard 200 et a été certifié disque de platine par la Recording Industry Association of America (RIAA) le 16 janvier 1991.
On retrouve la chanson The Ghetto dans la bande son du jeu vidéo Grand Theft Auto: San Andreas, sur la radio Los Santos.

## Liste des titres
| No  | Titre                                                                      | Auteur                                                 | Contient un (des) sample(s) de                                                      | Durée |
| --- | -------------------------------------------------------------------------- | ------------------------------------------------------ | ----------------------------------------------------------------------------------- | ----- |
| 1.  | Short Dog's in the House (Produit par Pierre James)                        | Todd Anthony Shaw                                      | I Ain't Trippin' de Too $hort                                                       | 6:02  |
| 2.  | It's Your Life (Produit par Keenan Foster)                                 | Todd Anthony Shaw                                      | Dr. Funkenstein de Parliament Life is... Too $hort de Too $hort                     | 4:48  |
| 3.  | The Ghetto (Produit par Al Eaton)                                          | Todd Anthony Shaw, Al Eaton, Donny Hathaway, I. Hutson |                                                                                     | 5:59  |
| 4.  | Short But Funky (Produit par Keenan Foster)                                | Dame Edwards, Keenan Foster                            | High de Skyy                                                                        | 4:13  |
| 5.  | In tha Oaktown (Produit par Al Eaton)                                      | Todd Anthony Shaw, Al Eaton                            |                                                                                     | 4:38  |
| 6.  | Dead or Alive (Produit par Too $hort)                                      | Todd Anthony Shaw                                      | Aqua Boogie (A Psychoalphadiscobetabioaquadoloop) de Parliament                     | 5:46  |
| 7.  | Punk Bitch (Produit par Too $hort et Al Eaton)                             | Todd Anthony Shaw, Al Eaton                            |                                                                                     | 6:01  |
| 8.  | Ain't Nothin' but a Word to Me (featuring Ice Cube – Produit par Sir Jinx) | Todd Anthony Shaw, O'Shea Jackson, Anthony Wheat       |                                                                                     | 4:48  |
| 9.  | Hard on the Boulevard (Produit par Too Short)                              | Todd Anthony Shaw                                      | Fopp des Ohio Players She's a Bitch de Too $hort                                    | 6:24  |
| 10. | Pimpology (Produit par Too $hort)                                          | Todd Anthony Shaw, Keenan Foster                       | She's a Bitch de Too $hort                                                          | 6:07  |
| 11. | Paula & Janet (Produit par DJ Pooh)                                        | Todd Anthony Shaw                                      | Sister Sanctified de Stanley Turrentine Take the Money and Run du Steve Miller Band | 2:37  |
| 12. | Rap Like Me (Produit par Pierre James et Too $hort)                        | Todd Anthony Shaw                                      | Rhymes de Too $hort                                                                 | 7:38  |
| 13. | The Ghetto (Reprise) (Produit par Too $hort et Al Eaton)                   |                                                        |                                                                                     | 5:36  |